# Gammarus hoonsooi
Gammarus hoonsooi is een vlokreeftensoort uit de familie van de Gammaridae. De wetenschappelijke naam van de soort is voor het eerst geldig gepubliceerd in 1986 door Lee.